# Linaleo järve
Linaleo järve este o arie protejată (arie specială de conservare — SAC, sit de importanță comunitară — SCI) din Estonia întinsă pe o suprafață de 1 ha, integral pe uscat.

## Localizare
Centrul sitului Linaleo järve este situat la coordonatele 57°56′30″N 25°55′45″E / 57.9416°N 25.9293°E.

## Înființare
Situl Linaleo järve a fost declarat sit de importanță comunitară în aprilie 2004 pentru a proteja un număr necunoscut de specii din flora spontană și fauna sălbatică aflate în arealul zonei. Situl a fost protejat și ca arie specială de conservare în decembrie 2005.

## Biodiversitate
Situată în ecoregiunea boreală, aria protejată conține 1 habitat natural: Lacuri eutrofice naturale cu vegetație de tip Magnopotamion sau Hydrocharition.
La baza desemnării sitului se află un număr nedeclarat de specii protejate.